# Tommy Byrnes
Thomas Patrick Byrnes, detto Tommy (Teaneck, 19 febbraio 1923 – Branford, 9 gennaio 1981), è stato un cestista statunitense, professionista nella BAA e nella NBA.